# Inmigración venezolana en Canadá
La inmigración venezolana en Canadá es el movimiento migratorio de ciudadanos venezolanos hacia Canadá. Los venezolanos son uno de los más de diez grupos latinos residentes en Canadá. Los primeros inmigrantes venezolanos llegaron al país norteamericano en la década de 1960, pero más de la mitad llegaron después de la huelga general de Venezuela de 2002 a 2003.
La mayoría de los canadienses de ascendencia venezolana vive en la provincia de Ontario, en especial en Toronto, la capital y ciudad más poblada no sólo de la provincia, sino de todo el país, aunque también hay comunidades venezolanas en Ottawa y en otras ciudades del sur de la provincia. El segundo lugar lo ocupa la provincia francófona de Quebec, en donde se concentran principalmente en la ciudad de Montreal, con alrededor de 2 000 residentes de origen venezolano. En los últimos años, cada vez más, muchos venezolanos escogen la provincia de Alberta como su nuevo hogar, con unas 150 familias que se han asentado en Calgary, la más poblada, y Edmonton, la capital. Otras comunidades destacadas, aunque más pequeñas, se encuentran en Vancouver, entre otras.

## Historia
La inmigración procedente de Venezuela ha ido aumentando con los años. En 1989 en medio de una aguda crisis económica y social durante el gobierno de  Carlos Andrés Pérez,  más de 1200 venezolanos solicitaron  una VISA para poder emigrar a Canadá, las principales razones de dicha migración incluyen la persistencia de la pobreza y la inestabilidad política en Venezuela. Muchos inmigrantes venezolanos pertenecen a las clases media y alta, y poseen título universitario, experiencia profesional y dominio de otros idiomas.

## Estadísticas
| Número de ciudadanos venezolanos a quienes se les concedió la residencia permanente en Canadá por año | Número de ciudadanos venezolanos a quienes se les concedió la residencia permanente en Canadá por año | Número de ciudadanos venezolanos a quienes se les concedió la residencia permanente en Canadá por año | Número de ciudadanos venezolanos a quienes se les concedió la residencia permanente en Canadá por año |
| Año                                                                                                   | Número de ciudadanos venezolanos admitidos                                                            | Cantidad total de residentes permanentes admitidos                                                    | Proporción de residentes permanentes admitidos                                                        |
| --- | --- | --- | --- |
| 1999                                                                                                  | 486                                                                                                   | 189.954                                                                                               | 0.3%                                                                                                  |
| 2000                                                                                                  | 475                                                                                                   | 227.458                                                                                               | 0.2%                                                                                                  |
| 2001                                                                                                  | 572                                                                                                   | 250.639                                                                                               | 0.2%                                                                                                  |
| 2002                                                                                                  | 554                                                                                                   | 229.048                                                                                               | 0.2%                                                                                                  |
| 2003                                                                                                  | 710                                                                                                   | 221.349                                                                                               | 0.3%                                                                                                  |
| 2004                                                                                                  | 1.224                                                                                                 | 235.823                                                                                               | 0.5%                                                                                                  |
| 2005                                                                                                  | 1.211                                                                                                 | 262.242                                                                                               | 0.5%                                                                                                  |
| 2006                                                                                                  | 1.192                                                                                                 | 251.640                                                                                               | 0.5%                                                                                                  |
| 2007                                                                                                  | 1.335                                                                                                 | 236.753                                                                                               | 0.6%                                                                                                  |
| 2008                                                                                                  | 1.239                                                                                                 | 247.245                                                                                               | 0.5%                                                                                                  |
| 2009                                                                                                  | 1.353                                                                                                 | 252.172                                                                                               | 0.5%                                                                                                  |
| 2010                                                                                                  | 998                                                                                                   | 280.688                                                                                               | 0.4%                                                                                                  |
| 2011                                                                                                  | 1.452                                                                                                 | 248.749                                                                                               | 0.6%                                                                                                  |
| 2012                                                                                                  | 1.373                                                                                                 | 257.895                                                                                               | 0.5%                                                                                                  |
| 2013                                                                                                  | 1.022                                                                                                 | 258.953                                                                                               | 0.4%                                                                                                  |